# Rim of the World
Rim of the World és una pel·lícula de ciència-ficció i aventures dels Estats Units del 2019 dirigida per Joseph McGinty Nichol.

## Sinopsi
Amant de les tecnologies i introvertit d'ençà la mort del pare, l'Alex (Jack Gore) es lamenta per la decisió de la seva mare. Aquesta el porta de vacances a un campament perquè hi faci amics. L'Alex troba la ZhenZhen (Miya Cech), després en Dariush (Benjamin Flores Jr.) i en Gabriel (Alessio Scalzotto). I quan es troben tots junts en plena muntanya, descobreixen esfereïts l'atac d'uns extraterrestres...

## Repartiment
- Jack Gore com a Alex
- Miya Cech com a ZhenZhen
- Benjamin Flores Jr. com a Dariush
- Alessio Scalzotto com a Gabriel
- Dean Jagger com a Capità Hawking
- King Bach com a Logan
- Lynn Collins com a Mayor Collins
- Annabeth Gish com a mare de l'Alex
- Michael Beach com a General George Khoury
- Tony Cavalero com a Conrad
- Andrea Susan Bush com a consellera del camp
- Kerry Westcott com a sobrecàrrec de vol
- Allan Graf com a conductor de taxi
- Michael Papajohn com a Jenkins
- Scott MacArthur com a Lou Gates
- Cameron Fuller com a jove soldat Dover
- Annie Cavalero com a Heather